# Alabama-Quassarte
La ciutat tribal Alabama-Quassarte és una tribu reconeguda federalment d'amerindis dels Estats Units i una ciutat tradicional dels pobles alibama i coushatta (també conegut com a quassarte). Llurs llengües tradicionals eren l'alibamu, koasati, i Mvskoke. La tribu inclou 380 membres registrats, dels quals 324 viuen a l'estat d'Oklahoma.
Altres tribus coushatta reconegudes federalment són la Tribu Coushatta de Louisiana i la Tribu Alabama-Coushatta de Texas. Hi ha dues altres ciutats tribals muscogee reconegudes federalment, i 40 viles tribals o talwa formen part de la Nació Creek Muskogi.

## Govern
La Ciutat Tribal Alabama-Quassarte té la seu a Wetumka (Oklahoma). La seva àrea de jurisdicció tribal, en contraposició a una reserva, abasta els comtats de Creek, Hughes, Mayes, McIntosh, Muskogee, Okfuskee, Okmulgee, Rogers, Seminole, Tulsa, i Wagoner a Oklahoma.
La Ciutat Tribal Alabama-Quassarte és governat per un cap, segon cap, secretària, portaveu, advocat, president del comitè i es governa si mateix, amb dotze membres elegits. Tarpie Yargee és el cap electe per un període de quatre anys.
El registre tribal es basa en la descendència lineal dels registres tribvals de 1890 i 1895 i no requereix un quàntum de sang mínim.
La tribu manté una estreta relació amb la Nació Creek Muscogee i cau sota la jurisdicció dels seus tribunals tribals. Alguns membres estan doblement inscrits en la Nació Muscogee.

## Desenvolupament econòmic
La ciutat tribal d'Alabama-Quassarte opera un programa d'habitatge tribal, una botiga de fum, i un casino, el Red Hawk Gaming Center a Wetumka.

## Història
Els quassartes i alibamus van ser originalment dues tribus diferents, totes dues vivien a la vora del riu Alabama de Mobile (Alabama) a la part superior del riu. Tant el riu com l'estat reben el nom dels alabama. Els Quassarte també són coneguts com a Coushatta o Koasati, en llur pròpia llengua.
Ambdues tribus comparteixen moltes similituds en els seus idiomes i cultura, ja que parlen llengües muskogi. Al segle xvii, després d'un conflicte amb els colons francesos, les tribus van formar una aliança. Es van casar lliurement i es van convertir en socis comercials actius. En 1763, les dues tribus es van unir a la Confederació Nació Muscogi (també anomenada Confederació Creek).
Abans de la deportació dels Muscogee Creek d'Alabama en la dècada de 1830, la Confederació Nació Muscogee incloïa més de 44 diferents pobles tribals. Els pobles alibamu i quassarte componien de sis a vuit d'aquests pobles. Enfrontant-se a una creixent invasió de colons euroamericans, alguns dels pobles quassarte i alibamu es van traslladar a Louisiana i Texas al segle xviii i principis del segle xix. Aquests emigrants van formar el que són avui dia la tribu Coushatta de Louisiana i la Tribu Alabama-Coushatta de Texas. Els que es van quedar a Alabama es van unir i es van convertir en una sola ciutat.
La Llei de Deportació Índia de 1830 va obligar a la població tribal, juntament amb la resta dels muscogee, a marxar a Territori Indi a l'oest de la riu Mississipi. Es van establir en els actuals comats de Hughes, McIntosh, Okfuskee, i Seminole. La Llei Dawes de 1887 i la Llei de Curtis de 1898 intentaven incrementar l'assimilació, preveien assignacions de terres individuals amb terres de les reserves comunals i la venda dels "excedents"; a més, es requeria l'extinció dels governs tribals i els tribunals. La Bureau of Indian Affairs va tenir un paper més important en les reserves.
La ciutat tribal d'Alabama-Quassarte encara manté la seva identitat cultural i va mantenir les danses tradicionals i creences vius als Alabama Ceremonial Grounds vora Wetumka. Altres pobles nadius americans també van sobreviure culturalment i conserven les seves pràctiques religioses. La ciutat va aprofitar l'oportunitat oferta per la Llei del Benestar dels Indis d'Oklahoma de 1936; es va organitzar com una tribu reconeguda federalment diferent a l'abril de 1939. A causa de la seva relació històrica amb la Nació Creek Muskogi es manté la ciutadania dual en ambdues tribus.